# Final Punch
Final Punch (Originaltitel: The Circuit, deutscher Verweistitel für die Fernsehausstrahlung Kickbox Hero – Kampf der Unbesiegbaren) ist ein US-amerikanischer Actionfilm aus dem Jahr 2002 mit Oliver Gruner in der Hauptrolle.

## Handlung
Dirk Longstreet war vor Jahren Kämpfer in illegalen „Gladiatoren“-Wettkämpfen. Es gab dort keine Regeln, und so kamen Kämpfer häufig ums Leben. Longstreet war der unbestrittene Champion und blieb unverletzt.
Longstreet ist inzwischen Universitätslehrer in Los Angeles als sein Bruder entführt wird. Er wird dazu erpresst, sich erneut den brutalen Gladiatorenkämpfen stellen. Longstreet geht auf die Forderung ein und schlägt zunächst alle Gegner, worauf er sich daran macht, seinen Bruder zu befreien. Hierbei tötet er alle, die sich ihm in den Weg stellen. Schließlich fordert er den Drahtzieher der Entführung, Gangsterboss Vixton Hack, zum Kampf Mann gegen Mann. Longstreet siegt und befreit seinen Bruder.

## FSK
The Final Punch wurde am 28. Januar 2004 in einer 80 Minuten langen Fassung von der FSK ab 18 Jahren freigegeben. Bereits am 26. Februar 2004 erfolgte eine Freigabe ab 16 Jahren für eine 76 Minuten lange Fassung. In der Freigabebescheinigung wird diese explizit als „gekürzte Fassung“ bezeichnet.

## Kritiken
„Verdiente Prügelknaben der ersten sportlichen und dritten schauspielerischen Garnitur machen dem Actionfundi ihre Aufwartung“

„Die Rückkehr der alten Prügelorgien, deren Inszenierung ebenso wenig überzeugt wie die Choreografie der Kämpfe. Eine unreflektierte Kommerzproduktion, in der Verlogenheit mit gewaltverherrlichender Sensationsgier konkurriert.“

## Fortsetzungen
Im Jahr 2002 wurde die Fortsetzung Circuit II – The Final Punch, auch als Behind Bars – Keine Regeln, keine Gnade vermarktet, direkt für den Video- bzw. DVD-Markt produziert. 2006 folgte The Circuit 3. In beiden Filmen ist erneut Olivier Gruner in der Rolle des Dirk Longstreet zu sehen.